# Carlos Torre Repetto
Carlos Torre Repetto (* 23. November 1904 in Mérida; † 19. März 1978 ebenda) war ein mexikanischer Schachspieler.

## Werdegang
Seine internationale Schachkarriere dauerte nur etwas mehr als ein Jahr. Nachdem er 1924 überzeugend ein Turnier in Detroit gewonnen und dabei unter anderem Samuel Reshevsky hinter sich gelassen hatte, spielte er 1925 bei Turnieren in Baden-Baden, Marienbad und Moskau. Für Furore sorgte dort sein spektakulärer Sieg gegen Exweltmeister Emanuel Lasker, den er mittels einer Zwickmühle besiegte.
Wegen einer psychischen Erkrankung, deren Ursache nicht genau bekannt ist, zog er sich kurz darauf vom Turnierschach zurück. Als durch Augenzeugenberichte gesichert kann gelten, dass Torre ein gestörtes Essverhalten aufwies und sich überwiegend von Süßigkeiten ernährte. Nachdem er sich bei einer Busfahrt durch New York in aller Öffentlichkeit seiner Kleidung entledigt hatte, wurde er für einige Wochen in ein Krankenhaus eingewiesen. Nach der Entlassung kehrte er nach Mexiko zurück und verbrachte dort den Rest seines Lebens, ohne jemals wieder eine ernsthafte Schachpartie zu spielen.
1963 wurde er Internationaler Meister, und kurz vor seinem Tod verlieh ihm der Weltschachbund FIDE 1977 den Titel eines Großmeisters ehrenhalber. Seine beste historische Elo-Zahl betrug 2668. Diese erreichte er im Mai 1926.
Nach ihm ist ein noch heute populäres Eröffnungssystem benannt, der Torre-Angriff. Außerdem führte er 1925 in Baden-Baden die Zugfolge 1. d2–d4 Sg8–f6 2. c2–c4 Sb8–c6 ein, die als Mexikanische Verteidigung (im Englischen meist als Black knight's tango) bezeichnet wird.

## Partien
Adams – Torre, New Orleans 1920